# Nordwaldegambiet
Het Nordwaldegambiet heeft meerdere betekenissen op het gebied van schaken. Deze staan hieronder omschreven.
De naam gaat terug op het feit, dat de Duitse schaakmeester Stefan Buecker uit Nordwalde uitvoerig over dit zettenverloop heeft gepubliceerd.

## In het koningsgambiet

### Uitleg
Het Nordwaldegambiet is in de opening bij het schaken een variant in de schaakopening Koningsgambiet.

Het begint met de zetten: 1.e4 e5 2.f4 Df6.
Eco-code C 30.

## In de Koningspion-opening

### Uitleg
Het Nordwaldegambiet is tevens een variant in de koningspionopening.
De beginzetten van dit gambiet zijn: 1.e4 e5 2.c3 d5 3.Dh5 Ld6.
Eco-code C 20.